# Gran Premio motociclistico d'Aragona 2012
Il Gran Premio motociclistico d'Aragona 2012 è stato il quattordicesimo Gran Premio della stagione 2012. Le gare si sono disputate il 30 settembre 2012 presso la ciudad del Motor de Aragón, ad Alcañiz. Nelle tre classi i vincitori sono stati rispettivamente: Daniel Pedrosa in MotoGP, Pol Espargaró in Moto2 e Luis Salom in Moto3.

## MotoGP
Casey Stoner, infortunato, viene nuovamente sostituito da Jonathan Rea.

### Arrivati al traguardo
| Pos. | Nº | Pilota           | Squadra                   | Motocicletta       | Giri | Tempo     | Griglia | Punti |
| ---- | -- | ---------------- | ------------------------- | ------------------ | ---- | --------- | ------- | ----- |
| 1º   | 26 | Daniel Pedrosa   | Repsol Honda              | Honda RC213V       | 23   | 42:10.444 | 2       | 25    |
| 2º   | 99 | Jorge Lorenzo    | Yamaha Factory Racing     | Yamaha YZR-M1      | 23   | +6.472    | 1       | 20    |
| 3º   | 4  | Andrea Dovizioso | Monster Yamaha Tech 3     | Yamaha YZR-M1      | 23   | +11.047   | 6       | 16    |
| 4º   | 35 | Cal Crutchlow    | Monster Yamaha Tech 3     | Yamaha YZR-M1      | 23   | +11.184   | 3       | 13    |
| 5º   | 11 | Ben Spies        | Yamaha Factory Racing     | Yamaha YZR-M1      | 23   | +13.786   | 4       | 11    |
| 6º   | 19 | Álvaro Bautista  | San Carlo Honda Gresini   | Honda RC213V       | 23   | +28.166   | 12      | 10    |
| 7º   | 56 | Jonathan Rea     | Repsol Honda              | Honda RC213V       | 23   | +32.290   | 7       | 9     |
| 8º   | 46 | Valentino Rossi  | Ducati Team               | Ducati Desmosedici | 23   | +44.432   | 8       | 8     |
| 9º   | 17 | Karel Abraham    | Cardion AB Motoracing     | Ducati Desmosedici | 23   | +57.417   | 14      | 7     |
| 10º  | 41 | Aleix Espargaró  | Power Electronics Aspar   | ART                | 23   | +58.525   | 11      | 6     |
| 11º  | 14 | Randy de Puniet  | Power Electronics Aspar   | ART                | 23   | +59.863   | 13      | 5     |
| 12º  | 8  | Héctor Barberá   | Pramac Racing             | Ducati Desmosedici | 23   | +1:14.561 | 10      | 4     |
| 13º  | 68 | Yonny Hernández  | Avintia Blusens           | BQR                | 23   | +1:16.159 | 19      | 3     |
| 14º  | 77 | James Ellison    | Paul Bird Motorsport      | ART                | 23   | +1:16.580 | 20      | 2     |
| 15º  | 51 | Michele Pirro    | San Carlo Honda Gresini   | FTR                | 23   | +1:25.815 | 15      | 1     |
| 16º  | 54 | Mattia Pasini    | Speed Master              | ART                | 23   | +1:31.801 | 16      |       |
| 17º  | 9  | Danilo Petrucci  | Came IodaRacing Project   | Ioda-Suter         | 23   | +1:42.300 | 18      |       |
| 18º  | 5  | Colin Edwards    | NGM Mobile Forward Racing | Suter              | 22   | +1 giro   | 17      |       |

### Ritirati
| Nº | Pilota       | Squadra         | Motocicletta       | Giri | Griglia |
| -- | ------------ | --------------- | ------------------ | ---- | ------- |
| 6  | Stefan Bradl | LCR Honda       | Honda RC213V       | 4    | 5       |
| 44 | David Salom  | Avintia Blusens | BQR                | 3    | 21      |
| 69 | Nicky Hayden | Ducati Team     | Ducati Desmosedici | 1    | 9       |

## Moto2
Randy Krummenacher, infortunatosi a Misano, viene sostituito da Jesko Raffin; la moto di Ricard Cardús, già assente nel GP precedente, viene affidata di nuovo a Steven Odendaal; inoltre Mike Di Meglio rimpiazza in via definitiva Max Neukirchner. A questo Gran Premio è anche iscritto, in qualità di wildcard, Álex Mariñelarena su Suter.
Nel Gran Premio di Francia Anthony West era risultato positivo a controlli antidoping, per tale motivo il 31 ottobre 2012 dopo il GP d'Australia è stata presa la decisione di annullare il risultato ottenuto in Francia e di squalificarlo per un mese, cosa che non gli ha permesso di partecipare all'ultima tappa del campionato 2012, a Valencia. In seguito, il 28 novembre 2013, vengono annullati tutti i suoi risultati ottenuti nei 17 mesi successivi al GP di Francia della stagione precedente, fra cui quello di questa gara.

### Arrivati al traguardo
| Pos | Nº | Pilota               | Squadra                   | Motocicletta       | Giri | Tempo     | Griglia | Punti |
| --- | -- | -------------------- | ------------------------- | ------------------ | ---- | --------- | ------- | ----- |
| 1   | 40 | Pol Espargaró        | Pons 40 HP Tuenti         | Kalex              | 21   | 40:25.260 | 2       | 25    |
| 2   | 93 | Marc Márquez         | Catalunya Caixa Repsol    | Suter MMX          | 21   | +1.447    | 7       | 20    |
| 3   | 45 | Scott Redding        | Marc VDS Racing           | Kalex              | 21   | +1.825    | 9       | 16    |
| 4   | 29 | Andrea Iannone       | Speed Master              | Speed Up           | 21   | +1.825    | 3       | 13    |
| 5   | 38 | Bradley Smith        | Tech 3 Racing             | Tech 3 Mistral 610 | 21   | +2.193    | 8       | 11    |
| 6   | 5  | Johann Zarco         | JIR Moto2                 | Motobi             | 21   | +2.999    | 10      | 10    |
| 7   | 3  | Simone Corsi         | Came IodaRacing Project   | FTR                | 21   | +4.317    | 1       | 9     |
| 8   | 81 | Jordi Torres         | Mapfre Aspar              | Suter MMX          | 21   | +5.115    | 5       | 8     |
| 9   | 71 | Claudio Corti        | Italtrans Racing          | Kalex              | 21   | +5.519    | 4       | 7     |
| 10  | 12 | Thomas Lüthi         | Interwetten-Paddock       | Suter MMX          | 21   | +5.851    | 19      | 6     |
| 11  | 80 | Esteve Rabat         | Pons 40 HP Tuenti         | Kalex              | 21   | +6.548    | 11      | 5     |
| 12  | 18 | Nicolás Terol        | Mapfre Aspar              | Suter MMX          | 21   | +7.549    | 6       | 4     |
| 13  | 63 | Mike Di Meglio       | Kiefer Racing             | Kalex              | 21   | +14.075   | 17      | 3     |
| 14  | 77 | Dominique Aegerter   | Technomag-CIP             | Suter MMX          | 21   | +17.322   | 23      | 2     |
| 15  | 36 | Mika Kallio          | Marc VDS Racing           | Kalex              | 21   | +17.390   | 12      | 1     |
| 16  | 49 | Axel Pons            | Pons 40 HP Tuenti         | Kalex              | 21   | +17.492   | 14      |       |
| 17  | 60 | Julián Simón         | Blusens Avintia           | Suter MMX          | 21   | +17.837   | 21      |       |
| 18  | 92 | Álex Mariñelarena    | Targo Bank CNS Motorsport | Suter MMX          | 21   | +30.579   | 24      |       |
| 19  | 23 | Marcel Schrötter     | Desguaces La Torre SAG    | Bimota HB4         | 21   | +32.748   | 25      |       |
| 20  | 84 | Steven Odendaal      | Arguiñano Racing          | AJR                | 21   | +32.879   | 27      |       |
| 21  | 8  | Gino Rea             | Federal Oil Gresini       | Suter MMX          | 21   | +33.271   | 22      |       |
| 22  | 72 | Yūki Takahashi       | NGM Mobile Forward Racing | FTR                | 21   | +34.311   | 16      |       |
| 23  | 75 | Tomoyoshi Koyama     | Technomag-CIP             | Suter MMX          | 21   | +36.563   | 28      |       |
| 24  | 14 | Ratthapark Wilairot  | Thai Honda PTT Gresini    | Suter MMX          | 21   | +38.261   | 26      |       |
| 25  | 57 | Eric Granado         | JIR Moto2                 | Motobi             | 21   | +56.020   | 29      |       |
| 26  | 82 | Elena Rosell         | QMMF Racing               | Speed Up           | 21   | +1:17.202 | 31      |       |
| 27  | 20 | Jesko Raffin         | GP Team Switzerland       | Kalex              | 21   | +1:17.670 | 32      |       |
| 28  | 10 | Marco Colandrea      | SAG Team                  | FTR                | 21   | +1:18.363 | 33      |       |
| 29  | 30 | Takaaki Nakagami     | Italtrans Racing          | Kalex              | 22   | +1:24.244 | 13      |       |
| 30  | 22 | Alessandro Andreozzi | S/Master Speed Up         | Speed Up           | 21   | +1:25.153 | 30      |       |

### Ritirati
| Nº | Pilota          | Squadra                   | Motocicletta       | Giri | Griglia |
| -- | --------------- | ------------------------- | ------------------ | ---- | ------- |
| 19 | Xavier Siméon   | Tech 3 Racing             | Tech 3 Mistral 610 | 3    | 15      |
| 15 | Alex De Angelis | NGM Mobile Forward Racing | FTR                | 1    | 18      |

### Squalificato
| Nº | Pilota       | Squadra     | Motocicletta | Giri | Tempo  | Griglia |
| -- | ------------ | ----------- | ------------ | ---- | ------ | ------- |
| 95 | Anthony West | QMMF Racing | Speed Up     | 21   | +5.631 | 20      |

## Moto3
Riccardo Moretti, infortunatosi a Brno, viene di nuovo sostituito da Miroslav Popov, mentre al posto di Alexis Masbou, indisponibile per un infortunio patito durante una sessione di test a Vallelunga, viene ingaggiato John McPhee. Héctor Faubel del team Mapfre Aspar viene invece rimpiazzato da Luca Amato. Inoltre in questo Gran Premio sono iscritti due piloti in qualità di wildcard, vale a dire Juan Francisco Guevara su FTR Honda e Jorge Navarro su Honda.

### Arrivati al traguardo
| Pos | Nº | Pilota                 | Squadra                        | Motocicletta     | Giri | Tempo     | Griglia | Punti |
| --- | -- | ---------------------- | ------------------------------ | ---------------- | ---- | --------- | ------- | ----- |
| 1   | 39 | Luis Salom             | RW Racing GP                   | Kalex KTM        | 20   | 40:56.391 | 2       | 25    |
| 2   | 11 | Sandro Cortese         | Red Bull KTM Ajo               | KTM RC 250 GP    | 20   | +0.155    | 3       | 20    |
| 3   | 94 | Jonas Folger           | Mapfre Aspar                   | Kalex KTM        | 20   | +0.362    | 1       | 16    |
| 4   | 52 | Danny Kent             | Red Bull KTM Ajo               | KTM RC 250 GP    | 20   | +1.115    | 5       | 13    |
| 5   | 7  | Efrén Vázquez          | JHK t-shirt Laglisse           | FTR M3 Honda     | 20   | +1.160    | 8       | 11    |
| 6   | 42 | Álex Rins              | Estrella Galicia 0,0           | Suter MMX3 Honda | 20   | +1.765    | 10      | 10    |
| 7   | 96 | Louis Rossi            | Racing Team Germany            | FTR M3 Honda     | 20   | +1.839    | 13      | 9     |
| 8   | 44 | Miguel Oliveira        | Estrella Galicia 0,0           | Suter MMX3 Honda | 20   | +1.972    | 9       | 8     |
| 9   | 61 | Arthur Sissis          | Red Bull KTM Ajo               | KTM RC 250 GP    | 20   | +2.415    | 16      | 7     |
| 10  | 27 | Niccolò Antonelli      | San Carlo Gresini              | FTR M3 Honda     | 20   | +2.587    | 11      | 6     |
| 11  | 84 | Jakub Kornfeil         | Redox-Ongetta-Centro Seta      | FTR M3 Honda     | 20   | +2.845    | 17      | 5     |
| 12  | 19 | Alessandro Tonucci     | Team Italia FMI                | FTR M3 Honda     | 20   | +3.067    | 14      | 4     |
| 13  | 23 | Alberto Moncayo        | Andalucia JHK t-shirt Laglisse | FTR M3 Honda     | 20   | +3.763    | 12      | 3     |
| 14  | 31 | Niklas Ajo             | TT Motion Events Racing        | KTM RC 250 GP    | 20   | +14.899   | 20      | 2     |
| 15  | 12 | Álex Márquez           | Ambrogio Next Racing           | Suter MMX3 Honda | 20   | +15.041   | 18      | 1     |
| 16  | 41 | Brad Binder            | RW Racing GP                   | Kalex KTM        | 20   | +36.470   | 32      |       |
| 17  | 32 | Isaac Viñales          | Ongetta-Centro Seta            | FTR M3 Honda     | 20   | +37.422   | 29      |       |
| 18  | 9  | Toni Finsterbusch      | Racing Team Germany            | Honda NSF250R    | 20   | +37.457   | 25      |       |
| 19  | 8  | Jack Miller            | Caretta Technology             | Honda NSF250R    | 20   | +38.312   | 23      |       |
| 20  | 29 | Luca Amato             | Mapfre Aspar                   | Kalex KTM        | 20   | +40.831   | 22      |       |
| 21  | 89 | Alan Techer            | Technomag-CIP-TSR              | TSR Honda        | 20   | +40.849   | 30      |       |
| 22  | 17 | John McPhee            | Caretta Technology             | KRP Honda        | 20   | +41.879   | 27      |       |
| 23  | 30 | Giulian Pedone         | Ambrogio Next Racing           | Suter MMX3 Honda | 20   | +42.044   | 21      |       |
| 24  | 58 | Juan Francisco Guevara | Wild Wolf BST                  | FTR M3 Honda     | 20   | +55.896   | 15      |       |
| 25  | 99 | Danny Webb             | Mahindra Racing                | Mahindra MGP3O   | 20   | +1:02.687 | 28      |       |
| 26  | 51 | Kenta Fujii            | Technomag-CIP-TSR              | TSR Honda        | 20   | +1:18.055 | 33      |       |
| 27  | 80 | Armando Pontone        | IodaRacing Project             | Ioda             | 20   | +1:18.374 | 31      |       |

### Ritirati
| Nº | Pilota              | Squadra              | Motocicletta   | Giri | Griglia |
| -- | ------------------- | -------------------- | -------------- | ---- | ------- |
| 26 | Adrián Martín       | JHK t-shirt Laglisse | FTR M3 Honda   | 17   | 19      |
| 95 | Miroslav Popov      | Mahindra Racing      | Mahindra MGP3O | 16   | 34      |
| 63 | Zulfahmi Khairuddin | AirAsia-Sic-Ajo      | KTM RC 250 GP  | 14   | 7       |
| 5  | Romano Fenati       | Team Italia FMI      | FTR M3 Honda   | 9    | 4       |
| 49 | Jorge Navarro       | Bradol Larresport    | Honda NSF250R  | 1    | 26      |
| 53 | Jasper Iwema        | Moto FGR             | FGR Honda      | 1    | 24      |

### Non partiti
| Nº | Pilota           | Squadra          | Motocicletta | Griglia |
| -- | ---------------- | ---------------- | ------------ | ------- |
| 25 | Maverick Viñales | Blusens Avintia  | FTR M3 Honda | 6       |
| 3  | Luigi Morciano   | Ioda Team Italia | Ioda         |         |